# Saint-Martin-d'Hères
Saint-Martin-d'Hères este un oraș în Franța, în departamentul Isère, în regiunea Ron-Alpi. Face parte din aglomerația orașului Grenoble.
1. ↑  répertoire géographique des communes, accesat în 26 octombrie 2015
2. ↑  dataset of postal codes in France, 1 octombrie 2018